# Kazushi Kimura
Kazushi Kimura (n. 19 iulie 1958) este un fost fotbalist japonez.

## Statistici
| Japonia | Japonia | Japonia |
| An      | Meciuri | Goluri  |
| ------- | ------- | ------- |
| 1979    | 3       | 0       |
| 1980    | 9       | 4       |
| 1981    | 1       | 0       |
| 1982    | 8       | 1       |
| 1983    | 10      | 8       |
| 1984    | 7       | 4       |
| 1985    | 10      | 7       |
| 1986    | 6       | 2       |
| Total   | 54      | 26      |